# Joseph François Foullon
 (juin 2019).
Si vous disposez d'ouvrages ou d'articles de référence ou si vous connaissez des sites web de qualité traitant du thème abordé ici, merci de compléter l'article en donnant les références utiles à sa vérifiabilité et en les liant à la section « Notes et références ».
Pour les articles homonymes, voir Foullon.
Pour les autres membres de la famille, voir Famille Foullon.
Ne doit pas être confondu avec Joseph Foulon ou Joseph Pierre François-Xavier Foullon de Doué.
Joseph François Foullon (ou Foulon) dit Foullon de Doué, baron de Doué, né à Saumur le 25 juin 1715, assassiné à Paris le 22 juillet 1789, est un administrateur français. Il fut une des premières victimes de la Révolution française, huit jours après l'assassinat du prévôt des marchands Jacques de Flesselles.
Nommé surintendant (ministre) des finances à la place de Jacques Necker, il a été pendu puis décapité devant l'Hôtel de ville de Paris, en présence du nouveau maire Jean-Sylvain Bailly et de Lafayette, commandant de la Garde nationale, en même temps que l'intendant de Paris, Bertier de Sauvigny, avant d'avoir, comme lui, sa tête promenée au bout d'une pique.

## Biographie

### Avant la Révolution
Issu d'une famille noble d'Anjou, Joseph François Foullon est le fils de Joseph Honoré Foullon, seigneur de Chaintre et de La Boissière, président et prévôt de Saumur, lieutenant-général criminel de Saumur, et d'Anne Fouyer de La Prousterie. Marié à Isabelle van der Dussen, il est le père de Joseph Foullon de Doué, d'Eugène Joseph Stanislas Foullon d'Escotiers, d'Honoré Charles Ignace Foullon (1756-1825), prêtre du diocèse de Cambrai et conseiller-clerc au Parlement de Paris de 1780 à la Révolution et de Marie Joséphine Foullon, épouse de Louis Bénigne François Bertier de Sauvigny.
Il est intendant général de la Guerre, puis de la Marine sous Étienne François de Choiseul, intendant des Finances sous l'abbé Joseph Marie Terray, Joseph de Foulon est un administrateur habile. 
Conseiller d'État en 1771, très écouté de la Cour à laquelle il présente des plans de redressement financier, il est très hostile aux idées nouvelles de libéralisation du commerce du grain et à l'entourage de Philippe d'Orléans.

### Durant la Révolution
Le 12 juillet 1789, Louis XVI le nomme contrôleur général des finances à la place de l'ancien banquier genevois Jacques Necker, très populaire dans les milieux bourgeois de la capitale. Ce choix excita une vive irritation chez ses partisans. Une campagne de calomnie est menée contre lui depuis l'entourage du duc d'Orléans : on fait croire aux Parisiens que c'est à Joseph Foullon qu'est confiée l'intendance de l'armée rassemblée autour de Paris pour en finir avec l'Assemblée, qu'il spécule sur le grain en l'accaparant, et que lorsqu'on lui a fait observer que le pain devenait trop cher pour le peuple, il aurait répondu : « Si le peuple n'a pas de grain, qu'il mange du foin ». 
N'étant pas en sécurité à Paris, il s'installe le 21 juillet 1789 à Viry-Châtillon, chez l'ancien secrétaire d'État de la Marine Gabriel de Sartine. Il est arrêté dans le parc de ce dernier par des paysans et des domestiques.

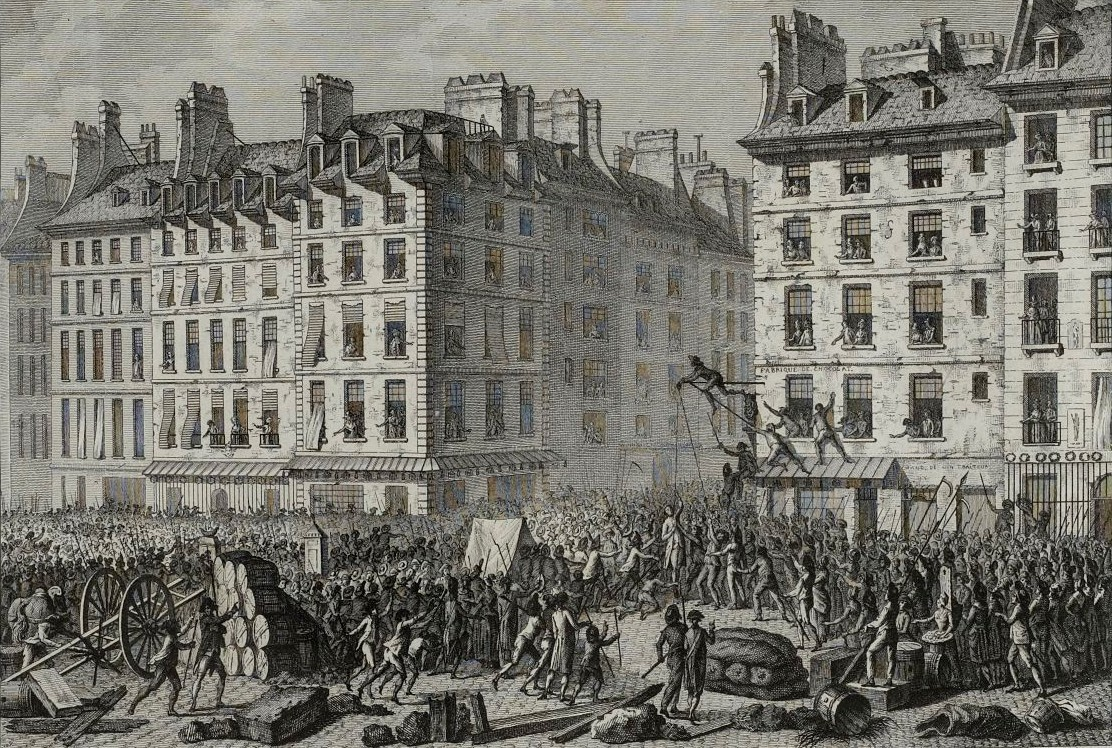
Supplice de Foullon, par Jean-Louis Prieur, (musée de la Révolution française).

Malgré son âge de près de soixante-quinze ans, il est conduit à Paris, pieds nus avec la bouche bourrée de foin. Comme il fait chaud, on lui donne à boire du vinaigre poivré et on lui essuie le visage avec des orties. 
Conduit à l'Hôtel de ville de Paris au matin du 22 juillet 1789, il est ensuite pendu à un réverbère dans la rue de la Verrerie, en présence de son gendre Bertier de Sauvigny, pendu place de Grève plus tard dans la journée. La corde entourant le cou de Joseph Foullon ayant cassé, on le décapite. Sa tête fut portée en triomphe avec une poignée de foin dans la bouche.
Selon les mémoires de Madame Campan, son cœur fut porté au Palais Royal par des femmes « au milieu d'un bouquet d’œillets blancs ».